# Máramaros megye
Máramaros megye (románul: Județul Maramureș) közigazgatási egység Romániában, az Erdély régióban, Partium területén. 6304 km2-es területével Románia 16. legnagyobb megyéje, ezzel az ország teljes területének csupán 2,64%-át adja. Emellett közel 452 ezer fős lakosságával Románia 17. legnépesebb közigazgatási egysége, ezzel az ország népességének 2,36%-ával rendelkezik, népsűrűsége éppen meghaladja az országos átlagot.
Északról Ukrajna, keletről Suceava megye, délről Szilágy megye, Kolozs megye és Beszterce-Naszód megye, nyugatról pedig Szilágy megye határolja. Székhelye Nagybánya, mely híres gazdag bányászmúltjáról, különösen arany- és ezüstbányászatáról, valamint hangulatos óvárosáról és a Szent István-toronyról. Emellett a megye jelentős városai közé tartozik a történelmi jelentősségű és az egykori kommunista börtönéről híres Máramarossziget, a népszerű hegyvidéki üdülőhely, síközpont és a Keleti-Kárpátok kapujaként ismert Borsa, illetve a Lápos-mente központjaként szolgáló Magyarlápos.
Máramaros megye Románia északnyugati részén található, a Tisza mentén, Ukrajnával határos területen. Domborzata változatos: a keleti és déli részt a Keleti-Kárpátok vonulatai uralják, mint például a Máramarosi-havasok és a Radnai-havasok, ahol a Pietrosz-csúcs (2303 m) a megye legmagasabb pontja. A nyugati és középső részen dombvidékek és medencék találhatók, például a Láposi-medence és a Nagybányai-medence. A megye fő folyói a Tisza, a Visó és az Iza, amelyek fontos szerepet játszanak a térség ökoszisztémájában és gazdaságában. Gazdag erdőségei és természetvédelmi területei, mint például a Pietrosz-bioszféra rezervátum, jelentős turisztikai és ökológiai értéket képviselnek.

Máramaros megye Románia területén

Történelme gazdag és sokrétű, hiszen már az ókorban is lakott terület volt, ahol dákok és később rómaiak éltek. A középkorban a Magyar Királyság része lett, és fontos bányászati központtá vált, különösen arany- és sóbányászata miatt. A 16-17. században Erdélyhez tartozott, majd a Habsburg Birodalom fennhatósága alá került. A 19-20. század fordulóján a megyében jelentős kulturális fejlődés zajlott, különösen Nagybánya művésztelepének köszönhetően. Az első világháború után a trianoni békeszerződés értelmében Romániához csatolták. A második világháború idején rövid időre ismét Magyarországhoz került (1940–1944), de a háború után végleg Románia része maradt. Napjainkban Máramaros megye kulturális sokszínűségéről, történelmi emlékeiről és természeti szépségeiről ismert.

## Nevének eredete
Máramaros nevének eredete több elmélet szerint magyarázható.
- Az egyik legenda szerint a név a "mára már rossz" kifejezésből származik, amely arra utal, hogy Dragos fejedelem és kísérete egy vadászat során egy szebb vidékre költözött, elhagyva korábbi, "mára már rossz" hazájukat.[2]
- Egy másik elmélet szerint a név a szláv "mara" (jelentése: 'folyó') és "moros" (jelentése: 'sötét') szavak összetételéből ered, így a "Máramaros" jelentése 'sötét folyó'.[3]
- Egyes források a név eredetét a szláv "Maram" személynévhez kötik, míg mások a "mara" ('folyó') és "maris" ('fekete') szavak összetételét említik.[3]

A név pontos eredete tehát nem egyértelmű, és többféle magyarázat is létezik.

## Földrajz
A megye területe 6304 km². A terület 43%-át a Máramarosi-havasok, a Radnai-havasok, a Gutin-hegység és a Cibles foglalja el, amelyek a Keleti-Kárpátok részei. A maradék rész dombság, fennsík és völgy.
Legfontosabb folyója a Tisza, melynek főbb helyi mellékfolyói az Iza és a Visó, délen pedig a Szamos, ami mellett Nagybánya is található. A megye eredeti névadó folyója, melynek újkori neve Mára, az Izába folyik.
Legmagasabb pont: Nagy-Pietrosz (2303 m), Radnai-havasok.

## Történelem
1919-ben Máramaros vármegye déli része  (3568 km²) a megyeszékhellyel Románia birtokába került, és a Romániához csatolt részből szerveződött azonos néven 1920 után, székhelye 1950-ig Máramarossziget, később Nagybánya.
A második világháború idején teljes területe visszakerült Magyarországhoz, ekkor Lonka eddig Romániához tartozó részét a  Máramarosi közigazgatási kirendeltséghez csatolták, különben a megyét a magyar közigazgatásban is nagyjából a korábban romániai részen szervezték újra 1940-ben. 1945-től ismét Románia birtoka. Története 1952–1968 között  Máramaros tartomány néven folytatódott.
Mai, 1968-as alakjában Máramaros vármegye, Szatmár vármegye, Szilágy vármegye és Szolnok-Doboka vármegye egyes hajdani részei tartoznak hozzá.

## Népesség
2002-ben 510 110 lakosa volt, a népsűrűség 81 fő/km². A lakosság 81%-a román, 9%-a magyar, 7%-a ruszin és 1,5%-a cigány. A népesség változása (a megye mai területére számítva):

## Közigazgatás

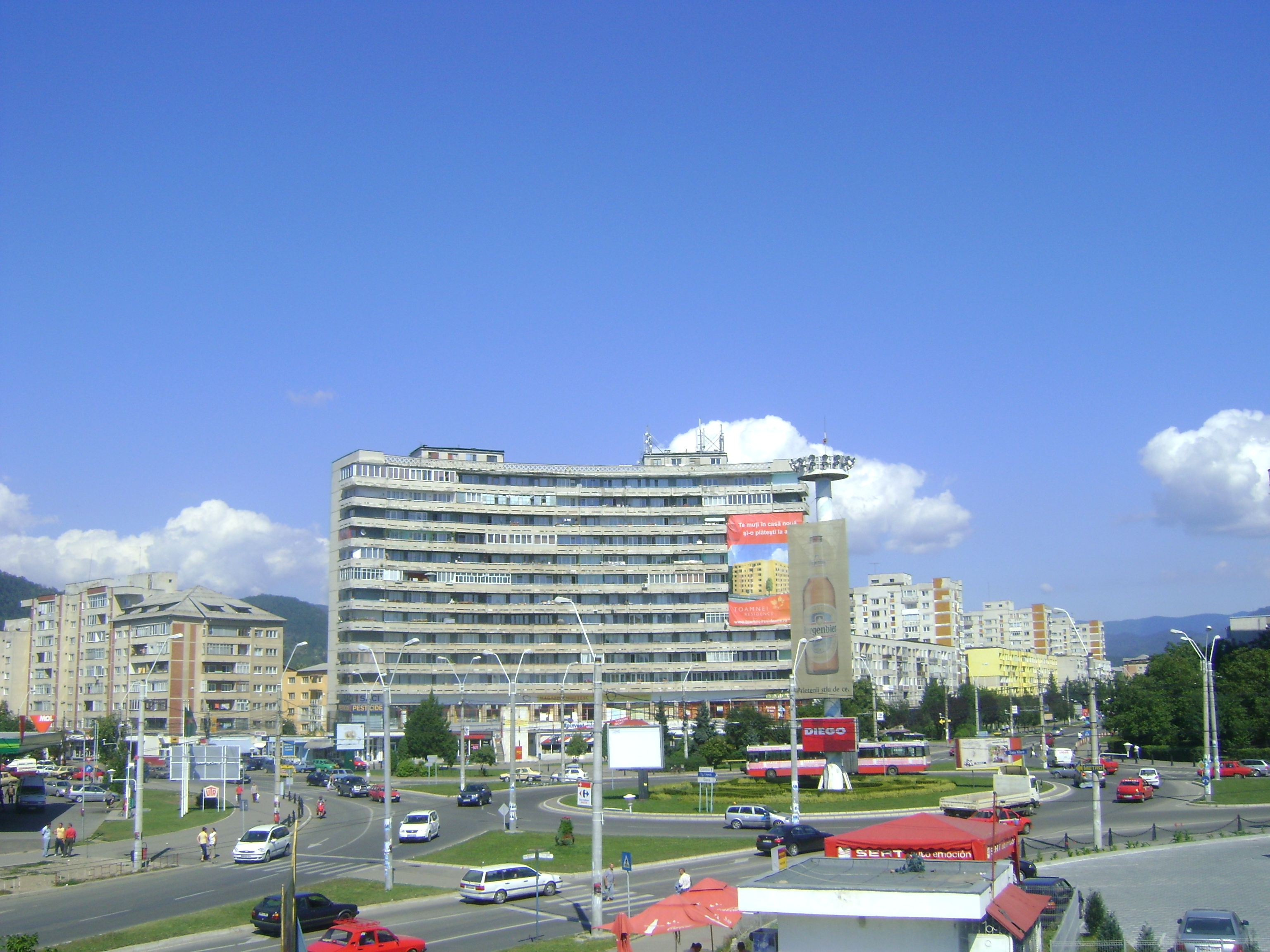
Nagybánya

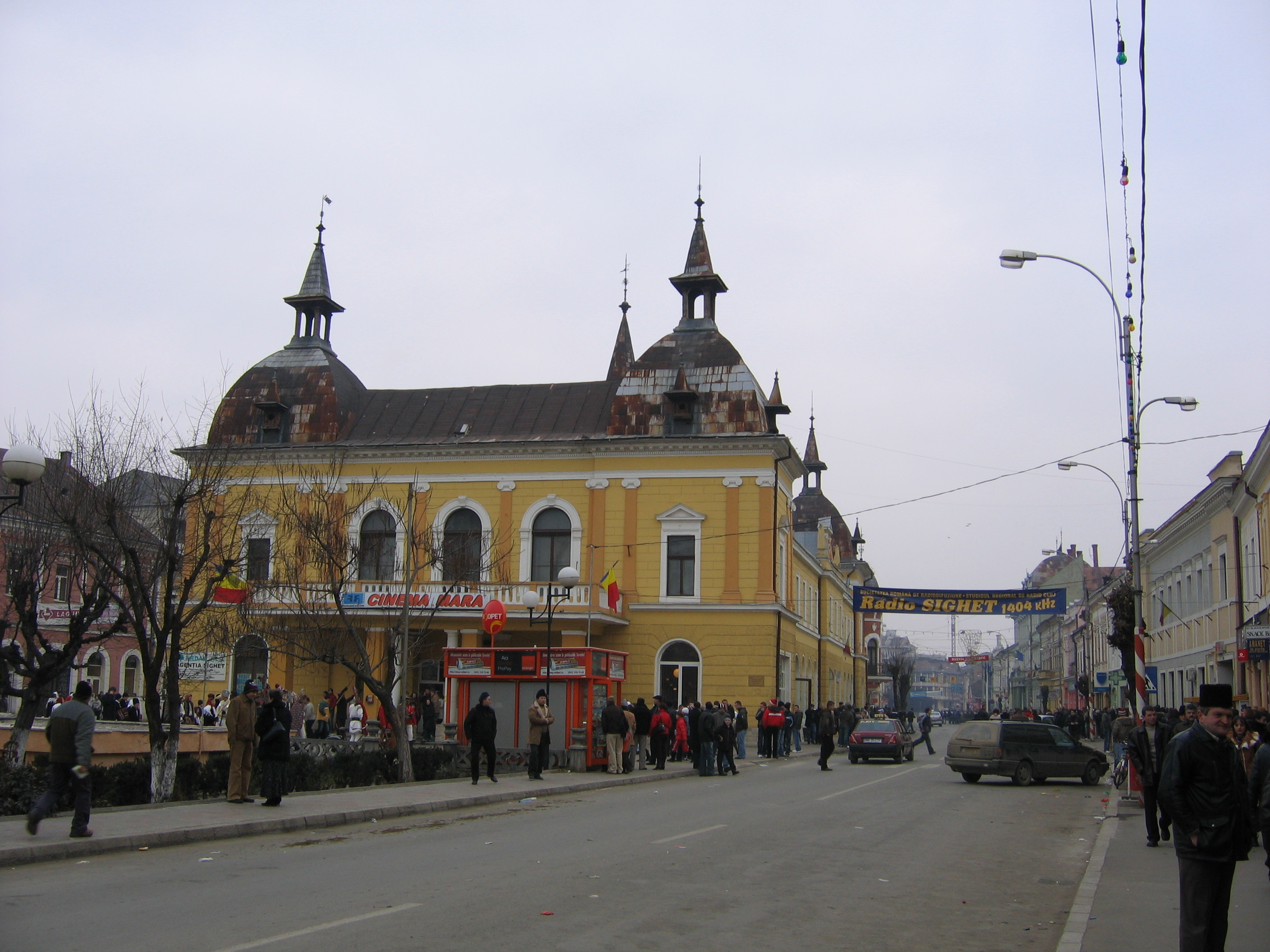
Máramarossziget

A legnagyobb települések a megyében (2002):
|            | Név             | Rang              | Lakosság (fő) | Magyarok   | Magyarok |
| száma (fő) | Név             | Rang              | Lakosság (fő) | aránya (%) |          |
| ---------- | --------------- | ----------------- | ------------- | ---------- | -------- |
| 1.         | Nagybánya       | megyei jogú város | 137 976       |            | 14,4     |
| 2.         | Máramarossziget | megyei jogú város | 41 246        |            | 17,7     |
| 3.         | Borsa           | város             | 27 032        |            | 0,3      |
| 4.         | Felsővisó       | város             | 16 887        |            | 3,3      |
| 5.         | Felsőbánya      | város             | 16 626        |            | 26,1     |
| 6.         | Magyarlápos     | város             | 13 360        |            | 12,9     |
| 7.         | Szinérváralja   | város             | 10 129        |            | 18,6     |
| 8.         | Ruszpolyána     | község            | 10 036        |            | 0,6      |
| 9.         | Majszin         | község            | 9 031         |            | 0,0      |
| 10.        | Nagysomkút      | város             | 7 715         |            | 3,7      |
| 11.        | Sülelmed        | város             | 7 169         |            | 12,1     |

## Gazdaság
Máramaros mezőgazdaságát nem befolyásolta annyira az iparosítás. Megmenekült a kollektivizálástól. Fontos bányászati régió. Nagybánya környékén épültek környezetszennyező ipari komplexumok.

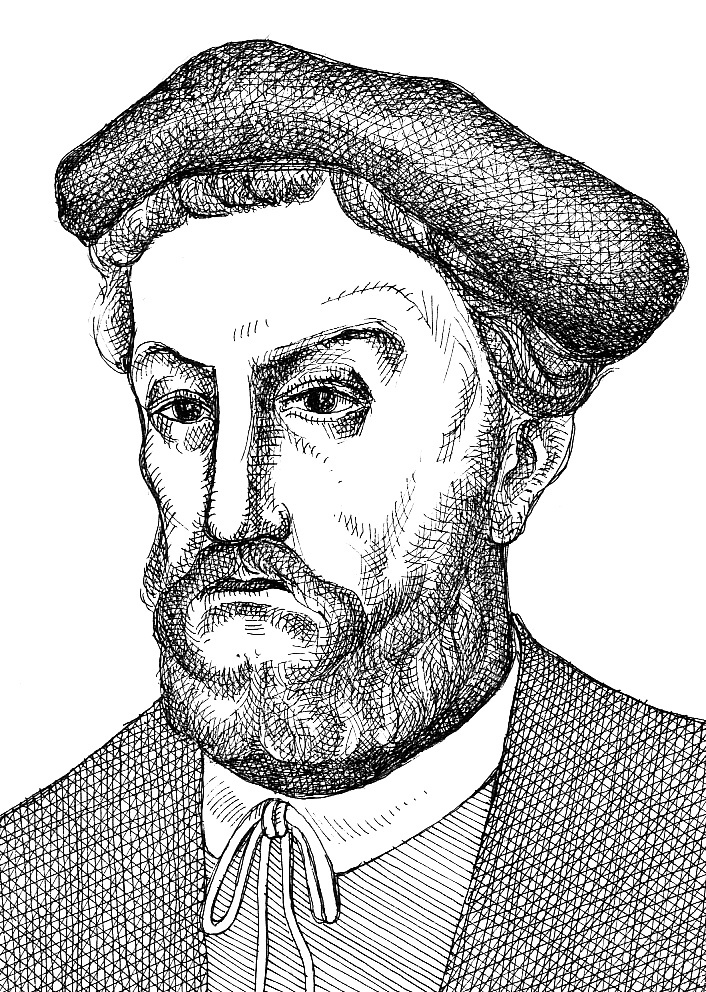
Misztótfalusi Kis Miklós

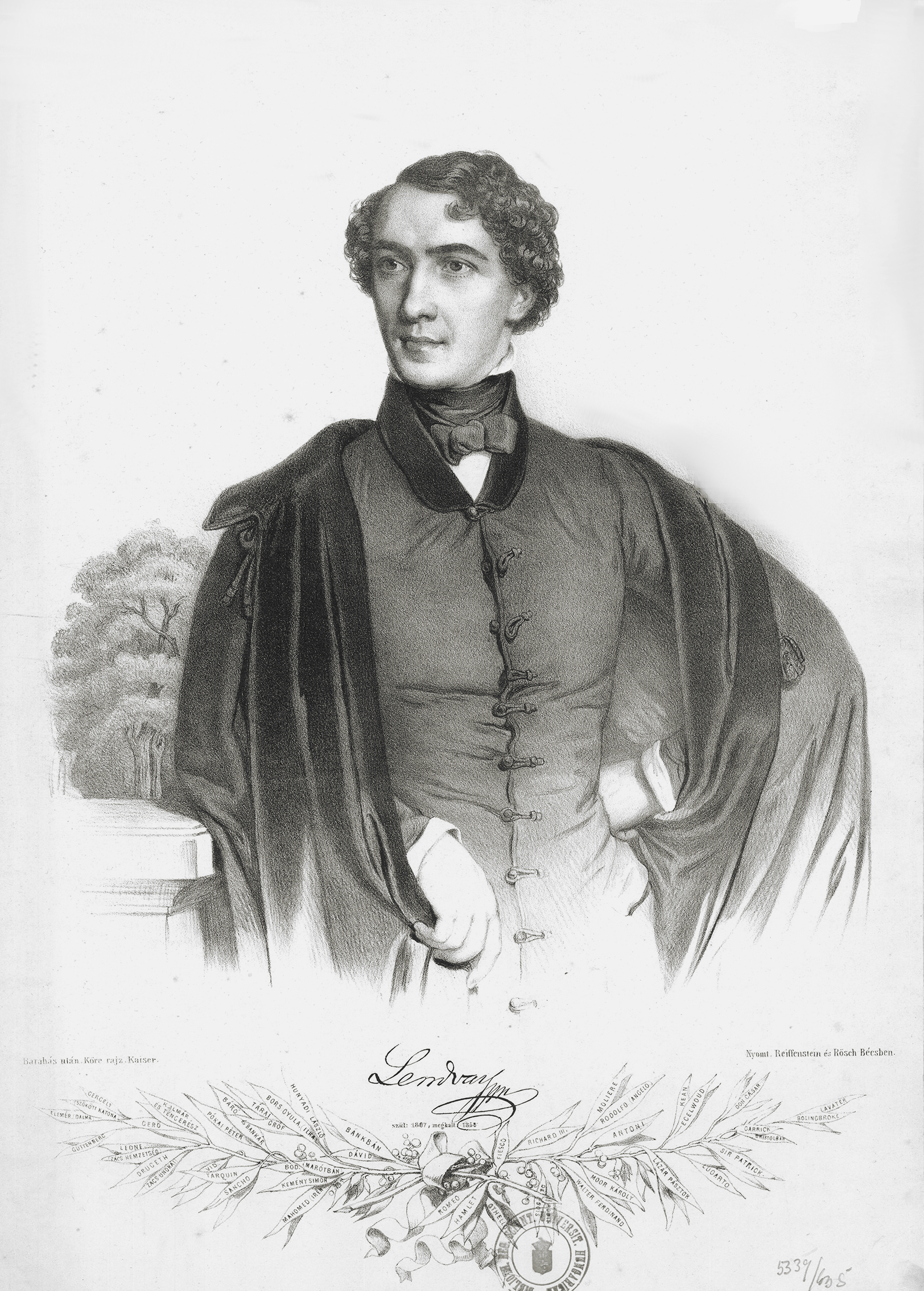
Lendvay Márton

Németh László

## A megye neves szülöttei
- Lendvay Márton (1807–1858) nagybányai születésű színművész a Nemzeti Színház klasszikus tragédiahőse.
- Németh László (1901–1975) nagybányai születésű író, esszéista, színműíró, publicista, műfordító.
- Leövey Klára (1821–1897) Máramarossziget nagy szülöttje, a magyar nőnevelés jeles előfutára.
- Hollósy Simon (1857–1918) máramarosszigeti születésű festőművész, a Nagybányai művésztelep megalapítója.
- Erdősi Sylvester János 1504 körül született Szinérváralján, tanár és lelkész, a bölcsészet magisztere, az első magyar nyelvtan szerkesztője, az Új Testamentum fordítója. Meghalt 1557 után.
- Misztótfalusi Kis Miklós (1650–1702) Misztótfalu nagy szülöttje, a magyar nyomdászat kimagasló alakja, európai hírű betűmetsző jelentős nyelvtudós.
- Szilágyi Domokos (1938–1976) nagysomkúti születésű költő, kritikus és műfordító.
- Elie Wiesel (1928–2016) amerikai angol és  francia nyelvű  humanista író, esszéista és publicista, holokauszttúlélő, Nobel-békedíjas, Máramarosszigeten született.
- Teitelbaum Joel (1887–1979) rabbi,  a Teitelbaum rabbidinasztia leghíresebb alakja, egykori szatmárnémeti főrabbi, az első szatmári rebbe. Az Amerikai Egyesült Államokban megalapítja a Szatmár haszid mozgalmat, amely mára a második legnagyobb haszid irányzattá nőtte ki magát, világszerte több mint 150 000 követője van. Máramarosszigeten született.
- Jakubinyi György (1946–) gyulafehérvári római katolikus érsek (korábban gyulafehérvári segédpüspök, Aquae Regiae címzetes püspöke), a Romániai Örmény Katolikus Ordinariátus apostoli kormányzója, Máramarosszigeten született.
- Bessenyei István (1955–2018) erdélyi magyar színész, rendező, a Szatmárnémeti Északi Színház Harag György Társulatának igazgatója, Égerháton született.

## Világörökség
Lásd a Máramaros fatemplomai szócikkben.

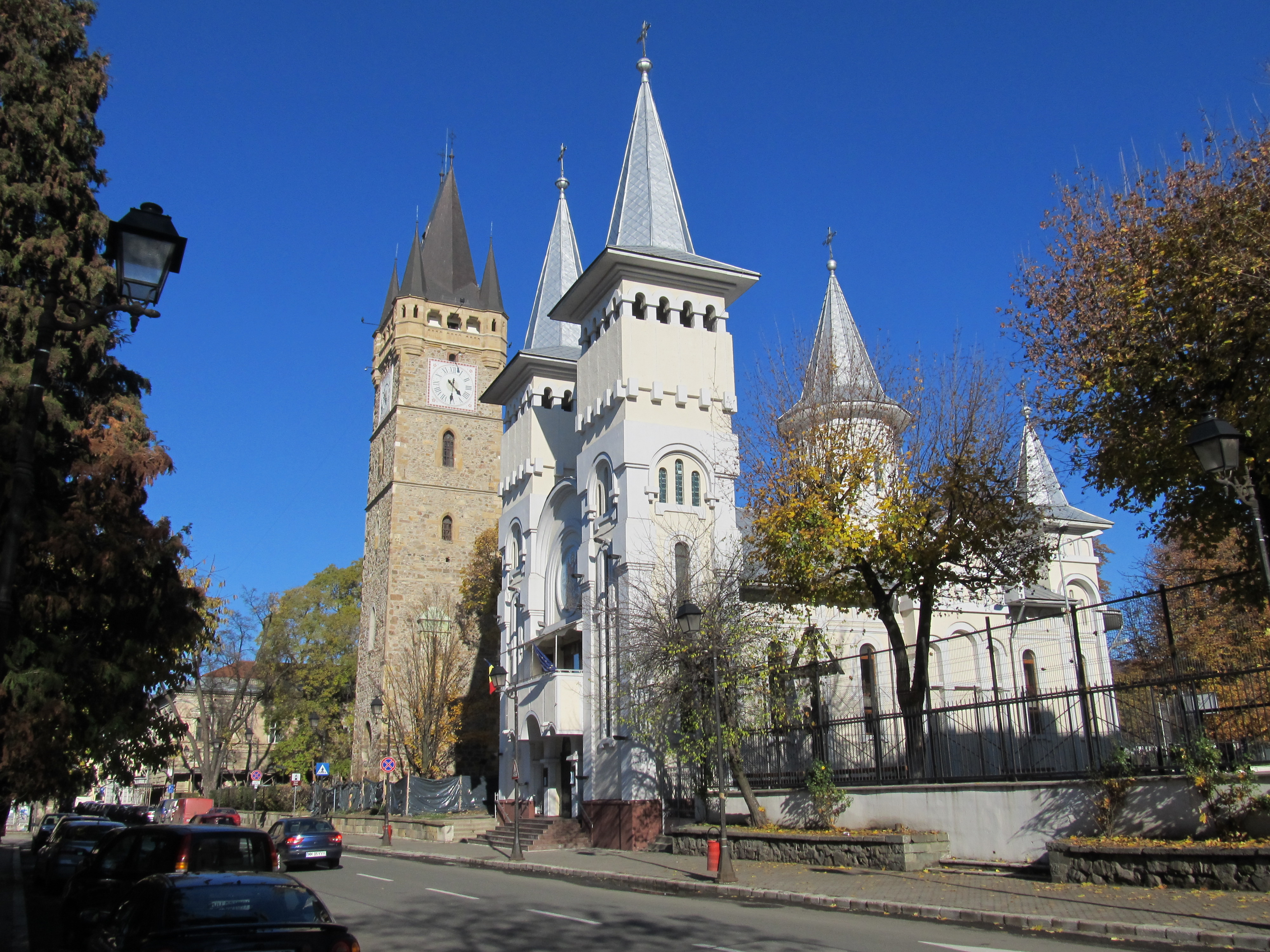
Nagybánya, a megyeszékhely
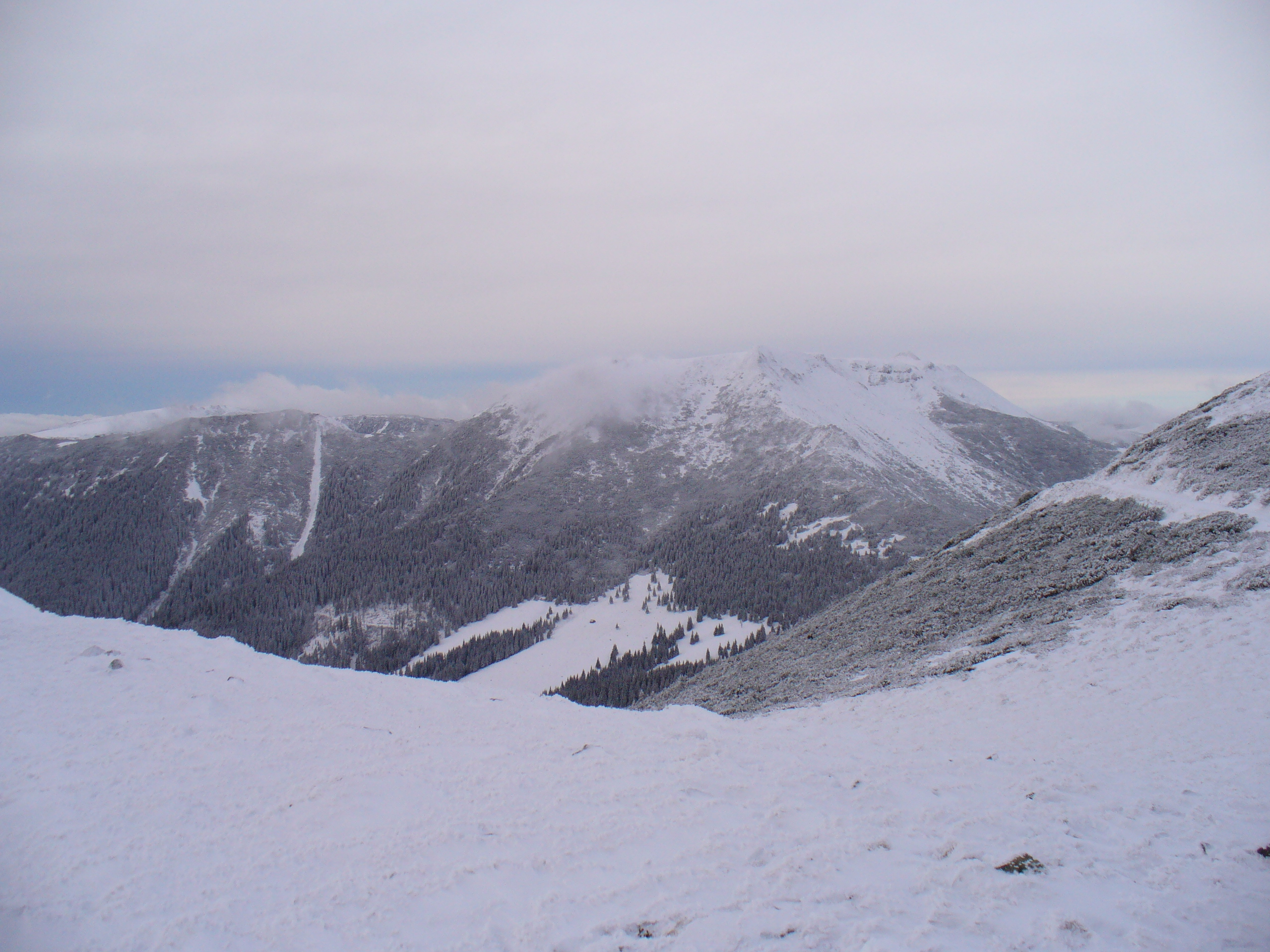
Pietrosz-csúcs
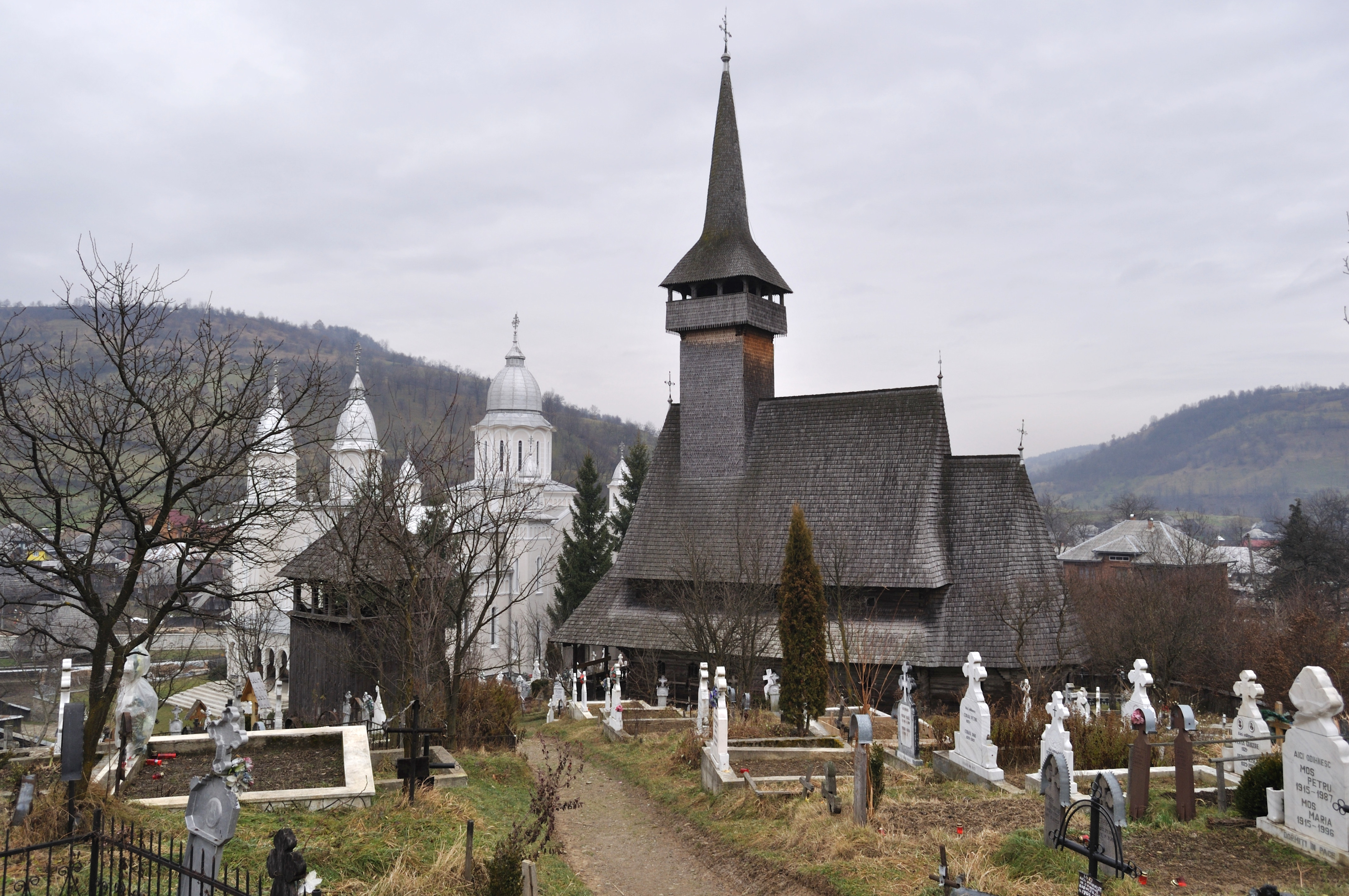
A világörökségi helyszínnek számító máramarosi fatemplomok
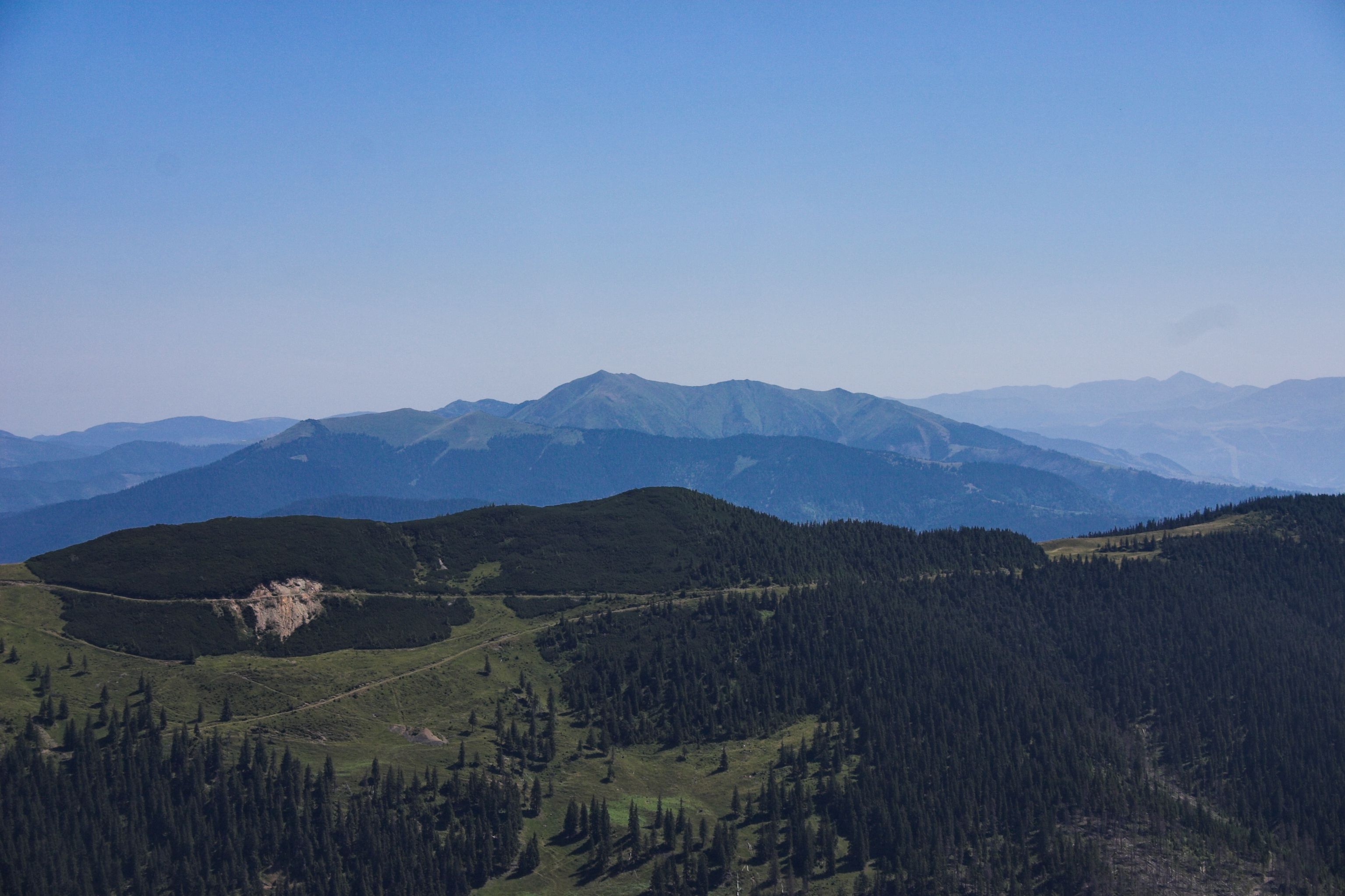
Máramarosi-havasok
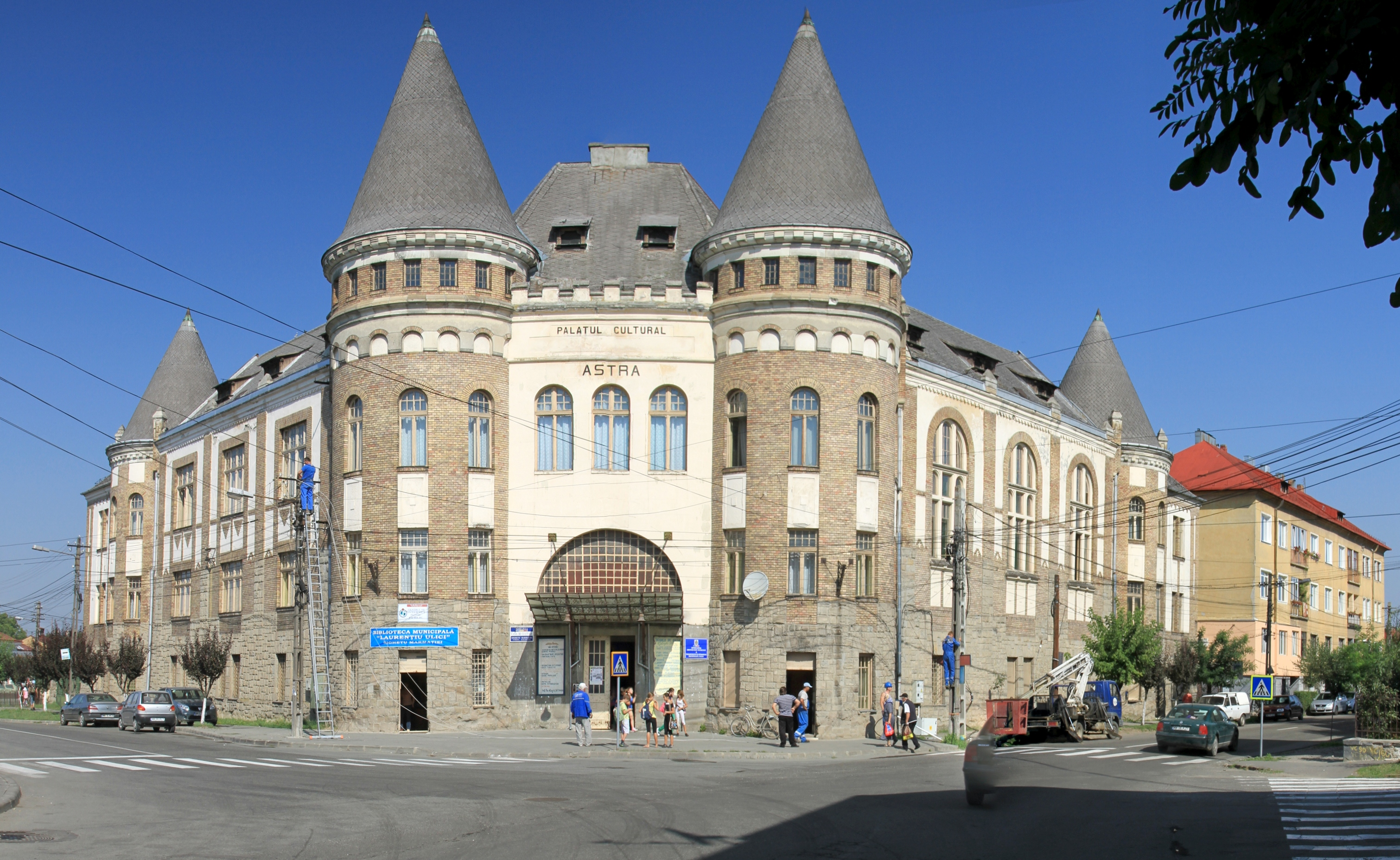
A máramarosszigeti Kultúrpalota

## Külső hivatkozások
- A rónaszéki római katolikus templom, a templom 1807–1814-ig épült, Képek a rónaszéki római katolikus templomról
- A rónaszéki görögkatolikus templom Képek a rónaszéki görögkatolikus templomról
- A rónaszéki kálvária templom, 1841–1842 között épült, Pelikán József máramarosi főesperes, szigeti plébános szentelte fel, Képek a rónaszéki kálvária templomról
- A rónaszéki fenyves erdő, Képek a rónaszéki fenyves erdőről
- Havasmező
- Képek Máramarosból, Rónaszék (2005–2010)
- Máramaros megye térképe (románul)